# Отчаяни съпруги
„Отчаяни съпруги“ (на английски: Desperate Housewives) е популярен американски сериал, създаден от Марк Чери. Действието се развива на „Уистерия Лейн“ в малкото градче Феървю. В него се разказва за ежедневието на пет жени, като междувременно на заден план се разкриват няколко мистерии. „Отчаяни съпруги“ съчетава няколко стила: драма, комедия, мистерия, трилър, фарс и сатира. В „Отчаяни съпруги“ участва носителката на „Златен глобус“ Тери Хачър, носителката на „Златен глобус“ и „Еми“ Фелисити Хъфман, телевизионните ветеранки Марша Крос и Николет Шеридан, и изгряващата звезда Ева Лонгория. Бренда Стронг е разказвачът на историята.
През 2011 г. е потвърдено, че сериалът ще завърши с осмия си сезон. Последният епизод е излъчен на 13 май 2012 г.

## Актьорски състав
- Бренда Стронг в ролята на Мери Алис Янг – самоубилата се домакиня; разказвач на сериала.
- Тери Хачър в ролята на Сюзън Майър – вечно влюбена и незнаеща какво иска от живота.
- Фелисити Хъфман в ролята на Линет Скаво – домакиня и майка на 6 деца – 5 нейни (трима сина и две дъщери) и едно доведено момиче от мъжа си.
- Ева Лонгория в ролята на Габриел Солис – суетна и богата бивша манекенка.
- Марша Крос в ролята на Бри Ван де Камп – педантична домакиня, майка на проблемни тийнейджъри.
- Джеймс Дентън в ролята на Майк Делфино – съпруг на Сюзън.
- Дъг Савант в ролята на Том Скаво – съпруг на Линет.
- Рикардо Антонио Чавира в ролята на Карлос Солис – богатият съпруг на Габриел.
- Кайл Маклоклан в ролята на Орсън Ходж – бивш съпруг на Бри, зъболекар.
- Стивън Кълп в ролята на Рекс Ван де Камп – първият съпруг на Бри, починал.
- Николет Шеридан в ролята на Иди Брит – сексапилна блондинка, обичаща авантюрите с различни мъже.
- Дейна Дилейни в ролята на Катрин Мейфеър – съседка, живяла на „Уистерия Лейн“ преди години; завръща се след 12 г. отсъствие.
- Ричард Бърги в ролята на Карл Майър – бивш съпруг на Сюзън.
- Марк Моузес в ролята на Пол Янг – съпруг на Мери Алис; прикрит психопат, подозиран в няколко убийства.
- Коуди Карш в ролята на Зак Янг – „син“ на Пол и Мери Алис Йънг, откраднат от истинските му родители Майк Делфино и Дейрдре.
- Андрея Боуен в ролята на Джули Майър – дъщеря на Сюзън и Карл. Докато живее при майка си, често и помага в заплетените ѝ любовни истории.
- Джой Лорън в ролята на Даниел Ван де Камп – дъщеря на Бри и Рекс. Разведена с едно дете.
- Шон Пайфром в ролята на Андрю Ван де Камп – хомосексуалният син на Бри и Рекс.
- Ванеса Уилямс в ролята на Рене Пери – богаташка от Ню Йорк, чийто бивш съпруг системно ѝ е изневерявал, търси спокойствие на „Уистерия Лейн“. Най-добра приятелка от младежките години на Линет Скаво.
- Алфре Удард в ролята на Бети Епълуайт – майка на двама сина, единият от които е с психични отклонения.
- Дрея де Матео в ролята на Анджи Болън – майка и съпруга, бягаща от биологичния баща на детето си.

## Сюжет
Почти цялото действие се развива на улица „Уистерия лейн“ и проследява живота на няколко на пръв поглед нормални американски семейства. Но зад фасадата на „средностатичността“ се крият най-различни драматични истории.

### Сезон 1
В пилотния сезон зрителите се запознават с историята на Мери Алис Йънг.
Сюзън, Габриел, Линет и Бри намират анонимно писмо сред вещите на Мери Алис. Това ги навежда на мисълта, че в живота на Мери Алис има мистериозна тайна, довела до нейното самоубийство.
- Сюзън и Иди се борят за любовта на Майк (новият съсед водопроводчик). Сюзан без да иска опожарява дома на Иди. Г-жа Хубър подозира, че Сюзън е предизвикала пожара. Сюзан започва да се „рови“ в живота на Майк и се сблъсква с множество неясни за нея предмети, ситуации и действия. Майк се опитва да държи Сюзън далеч от психопата Пол. Пол и Майк са заплетени в история, свързана с множесто убийства и трупове. Миналото и настоящето се сблъскват.
- Габриел има връзка с градинаря си Джон. Проблемът е в това, че Джон е на 19 години и е все още непълнолетен (в САЩ пълнолетието е след 21-годишна възраст). Карлос подозира, че Габи има връзка, но заподозрян е съвсем друг мъж, а не Джон. Майката на Карлос разбира какви ги върши Габриел, но точно когато решава да издаде тайната, е прегазена от сина на Бри и Рекс. Карлос е арестуван и обвинен в данъчни измами. Габриел научава, че е бременна, но не е сигурна кой е бащата.
- Линет има проблеми със синовете си и с тяхното възпитание.
- Бри разбира, че съпругът ѝ Рекс я е мамел с друга жена. С Рекс решават да отидат на семейна терапия при психоаналитик. Нещата между тях не вървят. Бри си намира нов любовник в лицето на аптекаря Джордж. По-късно Рекс умира натровен от хапчетата, изписвани от Джордж.

### Сезон 2
Мистерията на сезона са новопристигналото семейство Епълуайт.
- Бри продължава да излиза с Джордж. По-късно разбира, че той е отговорен за смъртта на Рекс. Джордж се самоубива с хапчета. Бри е там, но не го спира. Бри има проблеми с алкохола.
- Линет се връща на работа, но има проблеми с властната си шефка Нина Флетчър. От друга страна съпругът ѝ Том я притиска да не харчи много пари. Линет открива, че шефката ѝ има връзка на работното място и се опитва да я притисне с този факт. Дъщерята на Том заживява с него и Линет.
- Адвокатът на Карлос се влюбва в Габриел. Габриел прави спонтанен аборт. Карлос е пуснат под домашен арест. Габриел и Карлос решават да си осиновят дете, но това се оказва доста трудно. Служителката по осиновяването се оказва майката на Джон – непълнолетното момче, с което Габриел е имала връзка.
- Изчезналият Пол Янг отново се връща в квартала.
- Сюзън се опитва да намери истинския си баща, но когато най-накрая успява, той я отхвърля. По-късно се оказва, че е болна от тежка болест, но няма здравна осигуровка. Карл и Сюзън решават тайно да се оженят, за да може Сюзън да използва неговото здравно осигуряване.
- Появява се Орсън – бъдещият съпруг на Бри.

Мистерията около семейство Епълуайт е разкрита – Бети е майка на двама синове – Кейлъб и Матю. Кейлъб е с психични отклонения и е убил младо момиче. Бети и Матю го държат окован във вериги и заключен в мазето на къщата им. Бри разобличава тайната на Епълуайт.

### Сезон 3
- Майк е в кома, след като е блъснат от автомобил. Докато се грижи за него, Сюзън се влюбва в англичанина Йън, чиято съпруга също е в кома.
- Бри се омъжва за Орсън Ходж, чието минало, осеяно с трупове, се превръща в основна мистерията на половината сезон.
- Том и Линет отварят собствен ресторант. След инцидент в работата, Том остава на легло вкъщи, а съпругата му изживява романс с готвача от ресторанта им.
- Габи и Карлос са в развод. Габриел се влюбва в бъдещия кмет на Феървю, а Карлос изживява авантюра с Иди. В сериала се появява и синът на Иди, който от малък живее с баща си.

### Сезон 4
Основната мистерия се върти около Катрин Мейфеър и нейното семейство, които се връщат да живеят на „Уйстерия Лейн“ след 12-годишно отсъствие.
- Линет води битка с рака. В същото време се опитва да спечели сърцето на доведената си дъщеря – Кейла. Биологичната майка на Кейла бива застреляна в супермаркет в града.
- Габриел е нещастна с новия си съпруг и започва авантюра с Карлос, докато той има връзка с Иди. През града преминава торнадо, което преобръща живота на всички, най-вече на Габриел, тъй като то убива съпруга ѝ Виктор и ослепява Карлос. След смъртта на Виктор, Габи и Карлос отново се бракосъчетават.
- Майк и Сюзън се радват на семейния си живот и очакват първото си дете. Семейство Делфино подслоняват Бри и Орсън след торнадото. Орсън се оказва сомнамбул и насън разказва, че е блъснал Майк с колата.
- Бри се преструва на бременна, като с това се опитва да защити реномето и бъдещето на дъщеря си – истинската бременна. Даниел е изпратена в пансион до раждането на детето. Баща е племенникът на Иди.
- Лий и Боб – гей двойка от Чикаго – се нанасят в къщата, обитавана от Бети Епълуайт и Алма Ходж.

Мистерията около Катрин Мейфейър е разкрита – насилвана дълги години от съпруга си, тя избягва от него. При нелеп инцидент умира дъщеря ѝ Дилан. Катрин осиновява момиченце, което отново кръщава Дилан. При завръщането на „Уйстерия Лейн“, терорът от бившия съпруг продължава. В последния епизод Катрин убива бившия си съпруг и бива оправдана.

### Сезон 5
Действието се развива пет години след това на четвърти сезон.
Основната мистерия на сезона е новият съпруг на Иди – Дейв Уилямс и желанието му да отмъсти на „определен човек от Уистерия лейн“.
- Децата на Линет са вече тийнейджъри и проблемите с тях тепърва се изострят. Портър излиза с майката на най-добрия си приятел и е заподозрян в палежа на ресторанта на съпруга ѝ. Семейство Скаво продават пицарията си, за да спасят Портър от затвора. По-късно се установява, че подпалвачът е Дейв.
- Карлос и Габи имат 2 дъщери. Карлос е все още сляп и работи като масажист. Завърта се интрига около Карлос и възрастна богата дама, която му е „хвърлила око“. Габи решава и успява да сложи ред. В средата на сезона се оказва, че Карлос може да бъде опериран и да върне зрението си. Габи се притеснява да не го отблъсне с новия си вид на запустната домакиня. Операцията на Карлос е успешна.
- Бри има успешна кетъринг компания в съдружие с Катрин и е автор на няколко готварски книги. С Орсън имат проблеми в брака. Бри се бори с клептоманията му.
- Сюзън и Майк не могат да се справят с напрежението след автомобилна катастрофа, в която са участвали и в която има двама убити. След раздялата им Сюзън изживява романс с бояджията Джаксън, а Майк се впуска в любовна авантюра с Катрин Мейфеър.
- Иди разкрива плана на съпруга си Дейв. Подплашена, бяга и катастрофира в стълб. Иди Брит умира.

Дейв е разкрит и търси отмъщение от Майк и Сюзън Делфино, които убиват бившата му жена и дете в началото на 5 сезон, в пътна катастрофа.

### Сезон 6
Двете основни мистерии на сезона се оформят около новопристигналото семейство Болън и тайнствения удушвач, тормозещ живущите на Уйстерия Лейн.
- Сюзън и Майк отново са семейство след сътресенията от пети сезон. Катрин се опитва да спечели Майк, но впоследствие разбира, че е лесбийка и заминава за Париж с новото си гадже – стриптизьорката Робин. (Със „заминаването“, Дейна Дилейни, която играе Катрин всъщност напуска и сериала). Джули е нападната от мистериозен удушвач. Освен нея, психопата напада и убива сервитьорка от местното кафе.
- Бри започва любовна афера с бившия съпруг на Сюзън-Карл. След самолетна катастрофа на Коледа, Карл умира, а Орсън остава инвалид. Бри решава да остане при Орсън и да се грижи за него.
- Смейство Скаво са изненадани от новината, че очакват близнаци. Покрай бременността си Линет има проблеми в работата и разваля приятелското си отношението с шефа си – Карлос Солис. Вследствие на самолетната катастрофа, Линет губи едното бебе. В последния епизод ражда момиченце(петото дете в семейството). Синът им Престън води руската си годеница-Ирина да се запознае със семейството. Ирина е убита от мистериозния удушвач.
- Габи и Карлос се „борят“ с племенницата си – тийнейджърката Анна. Анна е влюбена в новия съсед – синът на семемейство Болън – Дани.

Мистериозният удушвач е разкрит – момче от квартала и съученик на Престън и Портър – Еди Орловски.
Семейство Болън се оказват бегълци, криещи се от биологичния баща на Дани.

### Сезон 7
Мистерията на сезона – завръщането на Пол Янг от затвора и плана му за отмъщение на съседите.
- Сюзън и Майк имат финансови затруднения. Изнасят се от Уистерия Лейн. В къщата им се нанася Пол Янг. Сюзън си докарва допълнителни доходи, като интернет стриптизьорка, бижутерка и детегледачка. Майк заминава за Аляска.
- Бри и Орсън се развеждат. Бри се впуска във връзка с много по-младия от нея Кийт.
- Габи и Карлос разбират, че Хуанита не им е биологична дъщеря, а е разменена в родилното. Срещат се с другото семейство и биологичното си дете.
- Линет и Том отглеждат петото си дете Пейдж. На улицата се нанася Рене Пери – съколежанка на Линет; Рене казва на Линет за връзката си с Том от преди 20 години.
- Загатва се, че Майк е тайнственият помощник на Фелиша Тилмън.
- Биологичните родители на Хуанита: Кармен и Хектор се оказват нелегални емигранти. За да предотвратят експортирането си, решават да се покрият при роднини и отвеждат биологичаната дъщеря на Габи – Грейс с тях. Габи изпада в депресия и започва да се грижи за кукла, като си мисли, че това е Грейс.
- Карлос разбира че Андрю е блъснал майка му. Той му прощава, но никога повече не иска той и Габи да виждат Бри и също така не иска тя и Габи да са приятелки.

### Сезон 8
Мистерията на сезона – завръщането на втория баща на Габи (Алехандро Перес), който я е насилил като малка и неговото убийство.
- След официална вечеря, предназначена за завръщането на Майк и Сюзън на „Уистерия Лейн“, вторият баща на Габи я напада и Карлос го убива при самозащита. Сюзън, Бри и Линет стават свидетели и Бри предлага убисйтвото да се прикрие, като погребват трупа в гората.
- Появява се нов герой – Бен Фокнър. Той е строителен предприемач и бизнесмен и планира да построи комплекс на мястото, на което е погребан бащата на Габи. Започва връзка с Рене Пери и в края на сезона се жени за нея. Също така помага на съпругите с прикриване на убийството, когато полицията започва разследване.
- Сюзън преживява тежко вината от прикриването на убийството. Записва се на курсове по рисуване, за да излее вината си върху картините. Дъщеря ѝ Джули се появява бременна от сина на Линет – Портър.
- Карлос развива зависимост към алкохола, предизвикана от чувството му за вина. Габи се бори да запази семейството и съпруга си и започва работа.
- Майк е убит от рекетьор, изнудващ Рене и Бен. Той застрелва Майк, минавайки с колата пред дома им със Сюзън.
- Полицаят – Чък Ванс, с който Бри се среща в 7-и сезон, се появява и започва разследване на убийството на пастрока на Габи, но е блъснат от кола, шофирана от Орсън (бившия съпруг на Бри, който все още е влюбен в нея).
- Линет и Том се разделят. Том започва връзка с друга жена (Джейн), но в края на сезона осъзнава, че все още обича Линет и се събира отново с нея.
- След скандал между съпругите, Бри остава сама и отново посяга към чашката.
- Започва съдебно дело срещу Бри за убийството на Алехандро Перес. Бри се влюбва в адвоката си и в края на сезона се омъжва за него. Карън Маклъски помага на съпругите при делото и след неговия край умира.
- Катрин Мейфеър се появява в края на сезона с примамливо бизнес предложение към Линет. Връзката ѝ с Том отново е поставена под въпрос.

## Награди и постижения
„Златен глобус“
- Най-добра женска роля (Тери Хачър) – 2005
- Най-добър сериал (мюзикъл или комедия) – 2005, 2006

„Еми“
- Изключителна гост актриса в комедиен сериал (Катрин Джустън) – 2005, 2008
- Изключителна главна актриса в комедиен сериал (Фелисити Хъфман) – 2005
- Изключителна режисура за комедиен сериал – 2005
- Изключителен кастинг за комедиен сериал – 2005
- Изключителна основнa музикална тема (Дани Елфман) – 2005
- Изключително редактиране на снимки с една камера в комедиен сериал – 2005

- Пилотният епизод събира 21,3 милиона зрители.
- Финалният епизод събира 11,2 милиона зрители.

## „Отчаяни съпруги“ в България
В България сериалът започва излъчване на 14 февруари 2005 г. по bTV, всеки понеделник от 21:00. Втори сезон започва през септември 2006 г. с разписание от понеделник до четвъртък от 21:00, но впоследствие часът варира от 20:30, 21:00, 21:30 и 22:00 и завършва през ноември. Трети сезон започва на 26 февруари 2008 г. от понеделник до четвъртък от 21:00 и приключва на 25 юни. Четвърти сезон започва на 13 януари 2009 г. с разписание от понеделник до четвъртък от 21:00 и завършва на 10 февруари. На 13 февруари започват повторенията на четвърти сезон, всеки делничен ден от 15:30. Пети сезон започва на 23 януари 2010 г., всяка събота от 21:00, като за последно е излъчен единайсети епизод на 3 април. На 5 юни започват повторения на вече излъчената част епизоди, всяка събота и неделя от 15:00, като този път сезонът е излъчен до края и приключва на 25 септември. Шести сезон стартира на 27 февруари 2011 г., всяка неделя от 15:00, като за последно е излъчен пети епизод на 27 март. На 23 юли 2011 г. започват повторенията на пети сезон от дванайсети епизод, с разписание от вторник до събота в 00:00 и завършва на 10 август. На 2 май 2012 г. започва продължението на шести сезон от шести епизод с разписание от вторник до събота от 00:00 и приключва на 25 май. От 2 юли отново започва шести сезон с разписание, всеки делник от 16:00 и завършва на 2 август.
Повторенията на сериала се излъчват по Fox Life от 2006 г. След първите три сезона, през 2009 г. се излъчва и четвърти. Пети сезон започва премиерно на 7 април 2010 г., всяка сряда от 21:00 по два епизода и завършва на 23 юни. На 10 ноември започва премиерно шести сезон, всяка сряда от 21:55 и завършва на 13 април 2011. На 20 април 2011 г. започва премиерно седми сезон със същото разписание и завършва на 21 септември. На 8 март 2012 г. започва премиерно осми сезон, всеки четвъртък от 21:10, като за последно е излъчен тринайсети епизод на 31 май. На 10 октомври 2012 г. осми сезон продължава от четиринадесети епизод с разписание всяка сряда от 22:05 и завършва на 12 декември.
На 24 февруари 2011 г. започва повторно излъчване на първи сезон по TV7, всеки делничен ден от 13:00 и завършва на 1 април. На 5 септември започва отново първи сезон, всеки делник от 10:30 и завършва на 10 октомври. На 4 януари 2013 г. започва втори сезон, всеки делник от 13:00 и завършва на 6 февруари. На 7 февруари започва трети сезон със същото разписание. След него на 15 март започва четвърти сезон и завършва на 8 април. На 9 април започва пети сезон и завършва на 16 май. На 17 май започва шести сезон със същото разписание. По-късно са излъчени седми и осми сезон. На 17 декември 2014 г. започва повторно излъчване на седми сезон с разписание всеки делник от 20:00.
На 15 октомври 2012 г. започва излъчване на първи сезон по Diva Universal от понеделник до четвъртък 20:00 със субтитри. Веднага след първи сезон, започва и втори сезон, със същото разписание.
От шести до осми сезон дублажът е на студио Доли. Ролите се озвучават от артистите Силвия Русинова, Елена Русалиева, Татяна Захова, Владимир Пенев и Васил Бинев. Режисьори на дублажа са Красимир Куцупаров от първи до четвърти сезон, Чавдар Монов в пети, Добромир Чочов в шести, и Таня Димитрова в седми. Преводачи са Михаела Минева, Милена Манчева, Мария Бенчева и други.

### Издания на DVD в България
Втори и трети сезон са издадени на DVD със субтитри на български от Alexandra Video, а четвърти е на А+Films.

## Любопитна информация
- Имената и на петте деца на Скаво започват с буквата „П“ – Престън, Портър, Паркър, Пени и Пейдж.
- Ябълката, плод на греха, е използвана като символ в повечето постери и реклами на сериала.
- През 2007 година на пазара излиза лимитирана серия от 300 кукли (общо 1200 броя за четирите героини), с образите на Габи, Сюзън, Бри и Линет. Производител „Мадам Александър“.
- Същата година е пуснат и парфюм „Забраненият плод“, отново вдъхновен от „Отчаяните съпруги“.

## Галерия
- Ева Лонгория
- Tери Хачър
- Фелисити Хъфман
- Марша Крос
- Рикардо Антонио Чавира
- Джеймс Дентън
- Дъг Савант
- Кайл Маклоклън
- Катрин Джустън
- Дейна Дилейни
- Андрея Боуен
- Бренда Стронг